# Лютиковые (подсемейство)
Лютиковые (лат. Ranunculoideae) — подсемейство цветковых растений, относящееся к семейству Лютиковые (Ranunculaceae).

## Роды
Подсемейство включает в себя 38 родов в 8 трибах:
| - Триба Actaeeae - Actaea L. — Воронец - Anemonopsis Siebold & Zucc. - Beesia Balf.f. & W.W.Sm. - Eranthis Salisb. - Триба Adonideae — Адонисовые - Adonis L. — Адонис - Callianthemum C.A.Mey. - Megaleranthis Ohwi - Trollius L. — Купальница - Триба Anemoneae — Ветреницевые - Anemone L. — Ветреница, или Анемона - Archiclematis (Tamura) Tamura - Barneoudia Gay - Clematis L. — Ломонос, или Клематис - Metanemone W.T.Wang - Naravelia Adans. - Oreithales Schltdl. - Триба Asteropyreae - Asteropyrum J.R.Drumm. & Hutch. - Триба Caltheae - Calathodes Hook.f. & Thomson - Caltha L. — Калужница | - Триба Delphinieae — Живокостные - Aconitum L. — Борец, или Аконит - Consolida Gray — Сокирки, или Консолида - Delphinium L. — Живокость, или Дельфиниум, или Шпорник - Триба Helleboreae - Helleborus L. — Морозник - Триба Nigelleae - Garidella L. - Komaroffia Kuntze - Nigella L. — Чернушка - Триба Ranunculeae — Лютиковые - Aphanostemma A.St.-Hil. - Arcteranthis Greene - Callianthemoides Tamura - Ceratocephala Moench - Hamadryas Comm. ex Juss. - Krapfia DC. - Kumlienia Greene - Laccopetalum Ulbr. - Myosurus L. - Paroxygraphis W.W.Sm. - Peltocalathos Tamura - Ranunculus L. — Лютик - Trautvetteria Fisch. & C.A.Mey. |